# Mycterophora
Mycterophora là một chi bướm đêm thuộc họ Erebidae.

## Loài
- Mycterophora geometriformis Hill, 1924
- Mycterophora inexplicata Walker, 1862
- Mycterophora longipalpata Hulst, 1896
- Mycterophora monticola Hulst, 1896
- Mycterophora rubricans Barnes & McDunnough, 1918